# وليام دونوفان
وليام جوزيف دونوفان (بالإنجليزية: William Joseph Donovan)‏‏ (1 يناير 1883 - 8 فبراير 1959) هو جندي ومحامي وضابط استخبارات ودبلوماسي أمريكي. اشتُهر برئاسته لمكتب الخدمات الاستراتيجية الأمريكي في زمن الحرب، والتي كانت تمهيداً لوكالة المخابرات المركزية خلال الحرب العالمية الثانية. عُرف بأنه «أبو المخابرات الأمريكية» و«أبو وكالة المخابرات المركزية».

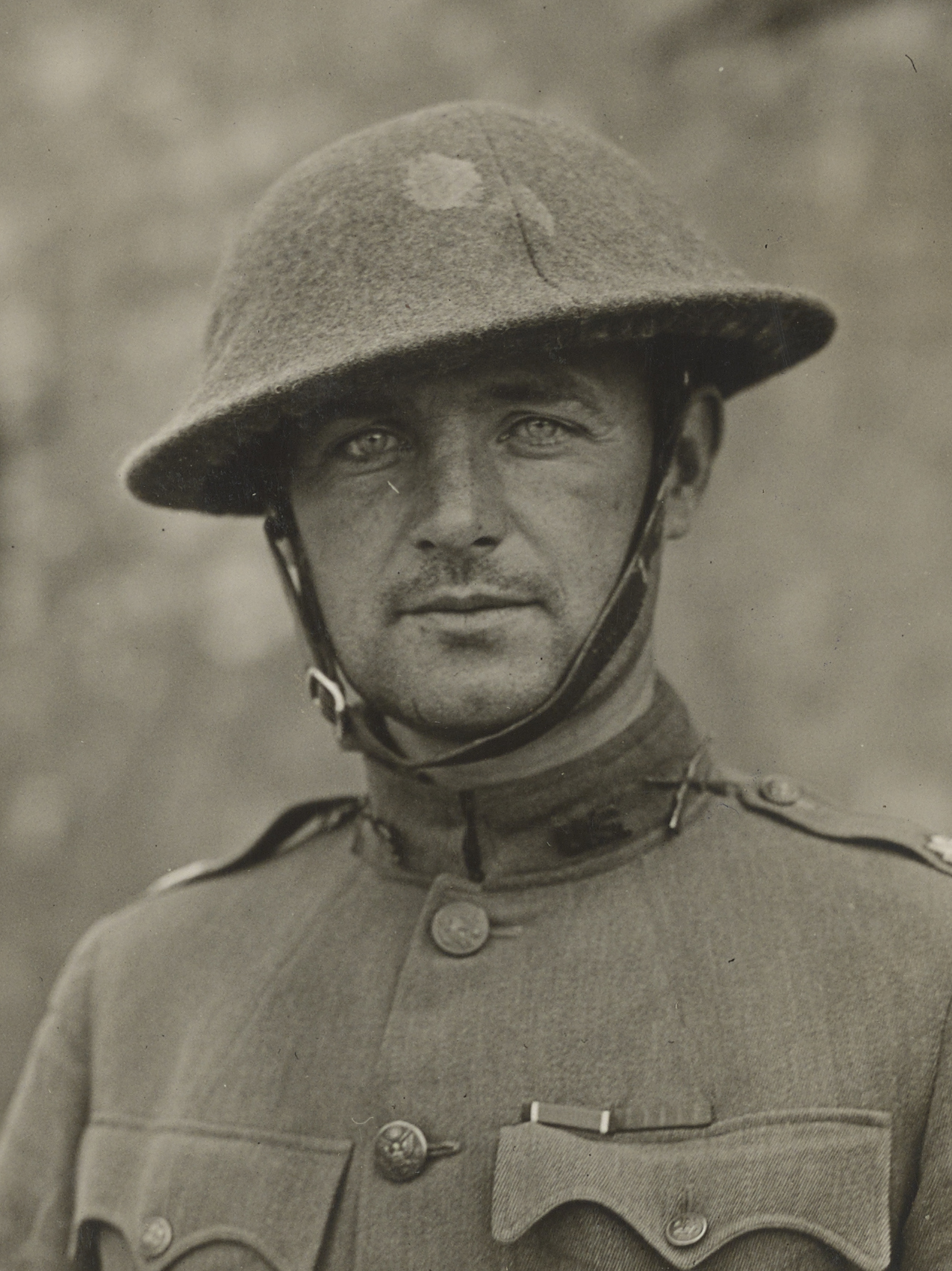
1918

أُطلِق على دونوفان اسم «بيل البرّي» تيمناً بأحد لاعبي البيسبول في نادي نيويورك يانكيز من (1915 - 1917) وكان هذا اللاعب ضارب كرات سريعاً لكنه غير دقيق. وفاز دونوفان بميدالية الشرف من الكونغرس لبطولته في معركة خنادق فرنسا خلال الحرب العالمية الأولى.

## روابط خارجية
- وليام دونوفان على موقع الموسوعة البريطانية (الإنجليزية)
- وليام دونوفان على موقع مونزينجر (الألمانية)
- وليام دونوفان على موقع إن إن دي بي (الإنجليزية)